# القوات البحرية الأميرية القطرية
القوات البحرية القطرية تتكون من 1,800 فرد . ولدي قطر ما يقرب من 35 زورق و 13 مركب  مجهز بقدرة صاروخية .
وبناء على الإحصائيات المطروحة يقدر تقرير  مركز الدراسات الإستراتيجية والعالمية إلى أن القوات البحرية القطرية تتمتع بمؤهلات بإمكانها القيام بمهام مكافحة الإرهاب وعمليات التهريب.